# Nati nel 1985/Ottobre
| Questa pagina contiene informazioni ricavate automaticamente dalle voci biografiche con l'ausilio del template Bio e di un bot. L'aggiornamento è periodico e automatico e ricostruisce completamente la pagina. Se manca una persona in questa lista, sei pregato di non aggiungerla, ma accertati piuttosto che la sua voce biografica contenga il template Bio e che i dati anagrafici siano correttamente compilati. Se il template Bio manca, inseriscilo tu stesso o, in alternativa, metti l'avviso {{tmp\|Bio}} che ne segnala la mancanza. Se i dati riportati sono sbagliati, correggi direttamente la voce biografica; le modifiche saranno visibili in questa lista entro pochi giorni. Per chiarimenti vedi il progetto biografie. La lista contiene solo le 462 persone che sono citate nell'enciclopedia e per le quali è stato implementato correttamente il template Bio. Pagina aggiornata al 18 ago 2025. |

- 1º ottobre - Antonio Salas Quinta, ex calciatore spagnolo
- 1º ottobre - Amin Askar, ex calciatore norvegese
- 1º ottobre - Deniz Burnham, astronauta statunitense
- 1º ottobre - Chris Ciriello, hockeista su prato australiano
- 1º ottobre - Chris Clark, giocatore di football americano statunitense
- 1º ottobre - Tirunesh Dibaba, mezzofondista e maratoneta etiope
- 1º ottobre - Emerald Fennell, attrice, sceneggiatrice e regista britannica
- 1º ottobre - José Herrada, ex ciclista su strada spagnolo
- 1º ottobre - Isis King, modella e stilista statunitense
- 1º ottobre - Catrinel Menghia, attrice, regista e ex modella rumena
- 1º ottobre - Luca Micheletti, attore, regista teatrale e baritono italiano
- 1º ottobre - Magid Mohamed, calciatore qatariota
- 1º ottobre - Maikel Nabil Sanad, attivista e blogger egiziano
- 1º ottobre - Paluch, rapper polacco
- 1º ottobre - Porcelain Black, modella e cantautrice statunitense
- 1º ottobre - Leah Renee Cudmore, attrice, doppiatrice e cantante canadese
- 1º ottobre - Dušan Saviḱ, ex calciatore macedone
- 1º ottobre - MacGregor Sharp, allenatore di hockey su ghiaccio e ex hockeista su ghiaccio canadese
- 1º ottobre - Vincenzo Tamburo, pallavolista italiano
- 2 ottobre - Çağlar Birinci, ex calciatore turco
- 2 ottobre - Bobo Bola, ex calciatore ruandese
- 2 ottobre - George Boyd, ex calciatore scozzese
- 2 ottobre - Martins Ekwueme, calciatore nigeriano
- 2 ottobre - Rexel Ryan Fabriga, tuffatore filippino
- 2 ottobre - Rocco Giusti, attore italiano
- 2 ottobre - Steeve Guénot, ex lottatore francese
- 2 ottobre - Micah Hilton, calciatore montserratiano
- 2 ottobre - Brandon Jackson, giocatore di football americano statunitense
- 2 ottobre - Ciprian Marica, ex calciatore rumeno
- 2 ottobre - Mzwandile Ndzimandze, ex calciatore swati
- 2 ottobre - Philipp Netzer, ex calciatore austriaco
- 2 ottobre - Hristo Nikolov, cestista bulgaro
- 2 ottobre - Olivia Ong, cantante singaporiana
- 2 ottobre - Sebastian Schwarz, pallavolista tedesco
- 2 ottobre - Linda Stahl, giavellottista tedesca
- 3 ottobre - Tomoyuki Arata, ex calciatore giapponese
- 3 ottobre - Jehu Chiapas, ex calciatore messicano
- 3 ottobre - Tomáš Hučko, calciatore slovacco
- 3 ottobre - JJ Jegede, ex lunghista britannico
- 3 ottobre - Anna Krylova, ex triplista russa
- 3 ottobre - Courtney Lee, ex cestista statunitense
- 3 ottobre - Cuthbert Malajila, ex calciatore zimbabwese
- 3 ottobre - Leyla McCalla, violoncellista statunitense
- 3 ottobre - Stevan Milošević, ex cestista montenegrino
- 3 ottobre - Urška Pintar, ciclista su strada slovena
- 3 ottobre - Artëm Žmurko, ex fondista russo
- 4 ottobre - George Fabio Biagi, ex rugbista a 15 italiano
- 4 ottobre - Izair Emini, ex calciatore macedone
- 4 ottobre - Joseba Garmendia, ex calciatore spagnolo
- 4 ottobre - Federico Gorrieri, velocista, lunghista e triplista sammarinese
- 4 ottobre - Māris Gulbis, cestista lettone
- 4 ottobre - Gunnar Þór Gunnarsson, ex calciatore islandese
- 4 ottobre - Biurakn Hakhverdian, pallanuotista olandese
- 4 ottobre - Slavko Kalezić, cantante montenegrino
- 4 ottobre - DeWayne Lewis, ex giocatore di football americano statunitense
- 4 ottobre - Milan Lukač, calciatore serbo
- 4 ottobre - Ré, giocatore di calcio a 5 portoghese
- 4 ottobre - Debora Seilhamer, ex pallavolista portoricana
- 4 ottobre - Shontelle, cantante barbadiana
- 4 ottobre - Julien Simon, ex ciclista su strada francese
- 4 ottobre - Damir Vrančić, ex calciatore bosniaco
- 4 ottobre - Zhang Dan, ex pattinatrice artistica su ghiaccio cinese
- 5 ottobre - Carolina Bartczak, attrice canadese
- 5 ottobre - Denilson Gabionetta, calciatore brasiliano
- 5 ottobre - Matt Johnson, attore e regista canadese
- 5 ottobre - Kim Song-guk, tiratore a segno nordcoreano
- 5 ottobre - Rebecca Llewellyn, ex tennista britannica
- 5 ottobre - Matteo Marsaglia, ex sciatore alpino italiano
- 5 ottobre - Barry Murphy, ex nuotatore irlandese
- 5 ottobre - Rina Dewi Puspitasari, ex arciera indonesiana
- 5 ottobre - Nicola Roberts, cantante britannica
- 5 ottobre - Fidji Simo, manager francese
- 5 ottobre - Yue Qingshuang, giocatrice di curling cinese
- 6 ottobre - Ida Engvoll, attrice svedese
- 6 ottobre - Raúl Fernández Valverde, calciatore peruviano
- 6 ottobre - Sylvia Fowles, ex cestista statunitense
- 6 ottobre - Jesse Huta Galung, ex tennista olandese
- 6 ottobre - Francesco Ginanni, ex ciclista su strada italiano
- 6 ottobre - Tarmo Kink, allenatore di calcio, calciatore e dirigente sportivo estone
- 6 ottobre - Luo Yutong, tuffatore cinese
- 6 ottobre - Birkan Sokullu, attore e modello turco
- 6 ottobre - Khamsum Singye Wangchuck, principe bhutanese
- 7 ottobre - Adeílson Pereira de Mello, ex calciatore brasiliano
- 7 ottobre - Jana Chochlova, ex danzatrice su ghiaccio russa
- 7 ottobre - Krzysztof Chrapek, calciatore polacco
- 7 ottobre - Chin Chum, calciatore cambogiano
- 7 ottobre - Mark Duffy, ex calciatore inglese
- 7 ottobre - Mattias Hargin, ex sciatore alpino svedese
- 7 ottobre - Evan Longoria, giocatore di baseball statunitense
- 7 ottobre - Daniele Meucci, maratoneta e mezzofondista italiano
- 7 ottobre - Alfredo Rodríguez, pianista e compositore cubano
- 7 ottobre - Jonathan Tabu, ex cestista della Repubblica Democratica del Congo
- 7 ottobre - Scott Wiseman, allenatore di calcio e ex calciatore inglese
- 8 ottobre - Daniel Arreola, ex calciatore messicano
- 8 ottobre - Simone Bolelli, tennista italiano
- 8 ottobre - Jason Boone, ex cestista statunitense
- 8 ottobre - Riccardo Cazzola, ex calciatore italiano
- 8 ottobre - Werner Grabherr, allenatore di calcio e ex calciatore austriaco
- 8 ottobre - Ryan Grant, rugbista a 15 britannico
- 8 ottobre - Morghan King, sollevatrice statunitense
- 8 ottobre - Vladïmïr Logïnovskïý, calciatore kazako
- 8 ottobre - Frane Lojić, allenatore di calcio e ex calciatore croato
- 8 ottobre - Bruno Mars, cantautore e produttore discografico statunitense
- 8 ottobre - Monique Ngo Ndjock, ex cestista camerunese
- 8 ottobre - Jaycee Okwunwanne, ex calciatore nigeriano
- 8 ottobre - Razak Omotoyossi, calciatore beninese
- 8 ottobre - Elliphant, cantante e cantautrice svedese
- 8 ottobre - Tom Schnell, ex calciatore lussemburghese
- 8 ottobre - Eiji Wentz, cantante e attore giapponese
- 9 ottobre - Lydia Rose Bewley, attrice inglese
- 9 ottobre - Facundo Callioni, hockeista su prato argentino
- 9 ottobre - Ryan Collins, wrestler statunitense
- 9 ottobre - Nathan Crumpton, skeletonista e velocista statunitense
- 9 ottobre - Alberto Garzón, politico e economista spagnolo
- 9 ottobre - L'One, rapper russo
- 9 ottobre - Christopher Jones, calciatore gallese
- 9 ottobre - Remond Mendy, ex calciatore senegalese
- 9 ottobre - Alexandre Picard, hockeista su ghiaccio canadese
- 9 ottobre - David Plummer, ex nuotatore statunitense
- 9 ottobre - Emily Silver, nuotatrice statunitense
- 9 ottobre - Lukas Sinkiewicz, ex calciatore tedesco
- 9 ottobre - Milan Svojić, ex calciatore serbo
- 9 ottobre - Jonatan Söderström, autore di videogiochi svedese
- 9 ottobre - Frankmusik, cantautore e musicista inglese
- 9 ottobre - Michele Vallieri, artista marziale italiano
- 10 ottobre - Seda Bakan, attrice turca
- 10 ottobre - Katie Carter, pallavolista statunitense
- 10 ottobre - Choi Yu-hwa, attrice sudcoreana
- 10 ottobre - Dominique Cornu, ex ciclista su strada e pistard belga
- 10 ottobre - Marina, cantautrice, produttrice discografica e poetessa gallese
- 10 ottobre - Adrián Gabbarini, allenatore di calcio e ex calciatore argentino
- 10 ottobre - Aaron Himelstein, attore statunitense
- 10 ottobre - Heather Hogan, doppiatrice e attrice statunitense
- 10 ottobre - Victor Igbonefo, calciatore nigeriano
- 10 ottobre - Juan Ignacio Jasen, cestista argentino
- 10 ottobre - Boban Maksimović, ex calciatore serbo
- 10 ottobre - Melissa Greta Marchetto, conduttrice televisiva, conduttrice radiofonica e youtuber italiana
- 10 ottobre - Rostislav Olesz, hockeista su ghiaccio ceco
- 10 ottobre - Gilles Ondo, ex calciatore gabonese
- 10 ottobre - Martin Ørnskov, ex calciatore danese
- 10 ottobre - Antonio Piedra, ex ciclista su strada spagnolo
- 10 ottobre - Marko Popović, ex cestista montenegrino
- 10 ottobre - Shubhanshu Shukla, astronauta indiano
- 10 ottobre - Nuth Sinoun, calciatore cambogiano
- 10 ottobre - Kyle Switzer, attore canadese
- 10 ottobre - Egor Vjal'cev, cestista russo
- 10 ottobre - Denis Volotka, fondista russo
- 10 ottobre - Sandra Záhlavová, tennista ceca
- 11 ottobre - Joel Almeida, cestista capoverdiano
- 11 ottobre - Giuseppe Alongi, maestro di scherma e ex schermidore italiano
- 11 ottobre - François-Xavier Bellamy, politico e saggista francese
- 11 ottobre - Margaret Berger, cantante norvegese
- 11 ottobre - Nesta Carter, ex velocista giamaicano
- 11 ottobre - Kellen Davis, giocatore di football americano statunitense
- 11 ottobre - Demar Dotson, giocatore di football americano statunitense
- 11 ottobre - Álvaro Fernández, ex calciatore uruguaiano
- 11 ottobre - Annette Gerritsen, ex pattinatrice di velocità su ghiaccio olandese
- 11 ottobre - James Grayman, ex altista antiguo-barbudano
- 11 ottobre - Adem Güven, ex calciatore norvegese
- 11 ottobre - Jorge Perlaza, ex calciatore colombiano
- 11 ottobre - Bram van Polen, ex calciatore olandese
- 11 ottobre - Håvard Solem, giocatore di calcio a 5 e ex calciatore norvegese
- 11 ottobre - Michelle Trachtenberg, attrice e modella statunitense († 2025)
- 11 ottobre - Carl Tremarco, ex calciatore inglese
- 11 ottobre - Wang Mingjuan, sollevatrice cinese
- 12 ottobre - Ol'ha Beresnjeva, nuotatrice ucraina
- 12 ottobre - Giancarlo Carmona, calciatore peruviano
- 12 ottobre - Michelle Carter, pesista statunitense
- 12 ottobre - Emilio Correa, pugile cubano
- 12 ottobre - Janay DeLoach, lunghista e ostacolista statunitense
- 12 ottobre - Mike Green, hockeista su ghiaccio canadese
- 12 ottobre - Anna Iljuštšenko, ex altista estone
- 12 ottobre - Ilsinho, ex calciatore brasiliano
- 12 ottobre - Ly Jonaitis, modella venezuelana
- 12 ottobre - Hristijan Kirovski, calciatore macedone
- 12 ottobre - Greig Laidlaw, rugbista a 15 britannico
- 12 ottobre - Bas Lammers, pilota automobilistico olandese
- 12 ottobre - Li Wenliang, oculista cinese († 2020)
- 12 ottobre - Gheorghe Ovseanicov, ex calciatore moldavo
- 12 ottobre - Carl Söderberg, hockeista su ghiaccio svedese
- 12 ottobre - Lardarius Webb, ex giocatore di football americano statunitense
- 12 ottobre - Zhang Liangmin, atleta paralimpica cinese
- 12 ottobre - Serginho, ex calciatore portoghese
- 13 ottobre - John Dahlbäck, disc jockey e produttore discografico svedese
- 13 ottobre - Ross Edgley, nuotatore e avventuriero britannico
- 13 ottobre - Giovanni Faloci, discobolo italiano
- 13 ottobre - William Franklin, ex giocatore di football americano statunitense
- 13 ottobre - Robyn Gayle, ex calciatrice canadese
- 13 ottobre - Lucas Horvat, ex calciatore argentino
- 13 ottobre - Brian Hoyer, giocatore di football americano statunitense
- 13 ottobre - Ione Cabrera, calciatore spagnolo
- 13 ottobre - Anke Karstens, snowboarder tedesca
- 13 ottobre - India Martínez, cantante spagnola
- 13 ottobre - Alessandro Marverti, attore italiano
- 13 ottobre - Andrej Meszároš, hockeista su ghiaccio slovacco
- 13 ottobre - Jared Payne, ex rugbista a 15 e allenatore di rugby a 15 neozelandese
- 13 ottobre - Martyn Woolford, ex calciatore inglese
- 14 ottobre - Manuel Belletti, ex ciclista su strada italiano
- 14 ottobre - Gustavo Cabral, calciatore argentino
- 14 ottobre - Daniel Clark, attore statunitense
- 14 ottobre - Nicholas Colla, attore, regista e sceneggiatore australiano
- 14 ottobre - Digão, ex calciatore brasiliano
- 14 ottobre - Jack Farthing, attore britannico
- 14 ottobre - Andrea Fischbacher, ex sciatrice alpina austriaca
- 14 ottobre - Justin Forsett, ex giocatore di football americano statunitense
- 14 ottobre - Vitalij Fridzon, cestista russo
- 14 ottobre - Lorenzo Gagli, golfista italiano
- 14 ottobre - Leandro González, calciatore argentino
- 14 ottobre - Přemysl Kovář, ex calciatore ceco
- 14 ottobre - Kenneth Kronholm, ex calciatore tedesco
- 14 ottobre - Natalia Leite, regista e sceneggiatrice brasiliana
- 14 ottobre - Nikita Ljamin, giocatore di beach volley russo
- 14 ottobre - Martial Mbandjock, velocista francese
- 14 ottobre - Ri Hyok-chol, calciatore nordcoreano
- 14 ottobre - Kira Rudyk, politica e imprenditrice ucraina
- 14 ottobre - Luke Sassano, ex calciatore statunitense
- 14 ottobre - Ayumi Suzuki, ex cestista giapponese
- 14 ottobre - Dennis Wiehberg, ex giocatore di football americano tedesco
- 15 ottobre - Arron Afflalo, ex cestista statunitense
- 15 ottobre - Matthew Burrows, ex calciatore nordirlandese
- 15 ottobre - Sara Capovilla, dirigente sportivo e ex calciatore italiana
- 15 ottobre - Alessandro Corleone, wrestler italiano
- 15 ottobre - Kevin Craft, ex giocatore di football americano e allenatore di football americano statunitense
- 15 ottobre - Benedetta Durando, schermitrice italiana
- 15 ottobre - Scott Easthope, allenatore di calcio neozelandese
- 15 ottobre - Christian Fernández Salas, ex calciatore spagnolo
- 15 ottobre - Wilson Ferretti, giocatore di football americano svizzero
- 15 ottobre - David Horst, ex calciatore statunitense
- 15 ottobre - Kim Chol-ho, calciatore nordcoreano
- 15 ottobre - Karolina Kowalkiewicz, artista marziale misto polacca
- 15 ottobre - Walter López, ex calciatore uruguaiano
- 15 ottobre - Antreas Melanarkitīs, ex calciatore cipriota
- 15 ottobre - Pedro Meza, ex cestista messicano
- 15 ottobre - Beata Mikołajczyk, canoista polacca
- 15 ottobre - Natalia Pablos, ex calciatrice spagnola
- 15 ottobre - Mariangela Postiglione, schermitrice italiana
- 15 ottobre - Federica Valeriano, ex pallavolista italiana
- 15 ottobre - Dagan Yivzori, cestista israeliano
- 16 ottobre - Sean Bentivoglio, ex hockeista su ghiaccio canadese
- 16 ottobre - Chen Lei, ex calciatore cinese
- 16 ottobre - Carlo Ugo De Girolamo, politico italiano
- 16 ottobre - Kenny Galarza, pugile portoricano
- 16 ottobre - Alexis Hornbuckle, ex cestista statunitense
- 16 ottobre - Viktor Josifov, pallavolista bulgaro
- 16 ottobre - Benjamin Karl, snowboarder austriaco
- 16 ottobre - Keijūrō Matsui, cestista giapponese
- 16 ottobre - Carlos Morais, cestista angolano
- 16 ottobre - Gábor Nagy, ex calciatore ungherese
- 16 ottobre - Verena Sailer, ex velocista tedesca
- 16 ottobre - Cory Stearns, danzatore e modello statunitense
- 16 ottobre - Casey Stoner, pilota motociclistico australiano
- 16 ottobre - Belén Succi, hockeista su prato argentina
- 16 ottobre - Laura Sánchez Soto, tuffatrice messicana
- 16 ottobre - Leandro Vitiello, calciatore italiano
- 17 ottobre - Kiril Akalski, ex calciatore bulgaro
- 17 ottobre - Rok Biček, regista sloveno
- 17 ottobre - Robin Bryntesson, ex fondista svedese
- 17 ottobre - D Smoke, rapper statunitense
- 17 ottobre - Roberta Fiandino, ex biatleta italiana
- 17 ottobre - Steve Gansey, ex cestista e allenatore di pallacanestro statunitense
- 17 ottobre - Mario Gil, ex calciatore cubano
- 17 ottobre - Carlos González, giocatore di baseball venezuelano
- 17 ottobre - Kellen Heard, giocatore di football americano statunitense
- 17 ottobre - Max Irons, attore e modello britannico
- 17 ottobre - Jin Ziwei, canottiera cinese
- 17 ottobre - Collins John, ex calciatore liberiano
- 17 ottobre - Baran Kosari, attrice iraniana
- 17 ottobre - Christine Magnuson, nuotatrice statunitense
- 17 ottobre - Salim Moizini, ex calciatore francese
- 17 ottobre - Sara Moreira, mezzofondista e siepista portoghese
- 17 ottobre - Tomokazu Nagira, ex calciatore giapponese
- 17 ottobre - Krisztián Pogacsics, ex calciatore ungherese
- 17 ottobre - Alex Price, attore britannico
- 18 ottobre - Yoenis Céspedes, giocatore di baseball cubano
- 18 ottobre - Luca Frusone, politico italiano
- 18 ottobre - Eduardo Gottardi, ex calciatore brasiliano
- 18 ottobre - Jonathan Kalé, ex cestista statunitense
- 18 ottobre - Tiago Machado, ex ciclista su strada portoghese
- 18 ottobre - Cédric Mansaré, cestista francese
- 18 ottobre - Danielle Polanco, ballerina e coreografa statunitense
- 18 ottobre - Dragan Stanković, pallavolista serbo
- 18 ottobre - Pavel Sučilin, giocatore di calcio a 5 russo
- 18 ottobre - Dmitrij Vorob'ëv, hockeista su ghiaccio russo
- 18 ottobre - Wande Coal, cantante nigeriano
- 18 ottobre - Petăr Zanev, ex calciatore bulgaro
- 19 ottobre - Sabina Bagińska, sollevatrice polacca
- 19 ottobre - Paulo Roberto Castanhassi, ex giocatore di calcio a 5 e ex calciatore russo
- 19 ottobre - Laurens Dassen, politico olandese
- 19 ottobre - Ashlyn Harris, ex calciatrice statunitense
- 19 ottobre - Akram Moghrabi, calciatore libanese
- 19 ottobre - James Newman, cantautore britannico
- 19 ottobre - Farooq Shah, ex calciatore pakistano
- 19 ottobre - Kyle Visser, ex cestista statunitense
- 19 ottobre - Justin Warsylewicz, pattinatore di velocità su ghiaccio canadese
- 19 ottobre - Marina del Pilar Ávila Olmeda, politica e avvocata messicana
- 20 ottobre - Jonathan Barrios, calciatore salvadoregno
- 20 ottobre - Abdoul Karim Cissé, calciatore ivoriano
- 20 ottobre - Alessandro Fantini, ex ciclista su strada italiano
- 20 ottobre - Jennifer Freeman, attrice statunitense
- 20 ottobre - Saeid Marouf, pallavolista iraniano
- 20 ottobre - Dominic McGuire, ex cestista statunitense
- 20 ottobre - M.R. Venkatesh, scacchista indiano
- 21 ottobre - Marko Car, ex cestista croato
- 21 ottobre - Mohamed Fofana, ex calciatore guineano
- 21 ottobre - Andrés Franzoia, ex calciatore argentino
- 21 ottobre - René Gartler, ex calciatore austriaco
- 21 ottobre - Dani Hernández, ex calciatore venezuelano
- 21 ottobre - Aisha Mohammed, ex cestista nigeriana
- 21 ottobre - Laurynas Rimavičius, ex calciatore lituano
- 21 ottobre - Ihar Stasevič, calciatore bielorusso
- 21 ottobre - Dwight Tiendalli, ex calciatore olandese
- 21 ottobre - Vincent van der Want, canottiere olandese
- 21 ottobre - Hubert Wołąkiewicz, calciatore polacco
- 22 ottobre - Reuben Ayarna, ex calciatore ghanese
- 22 ottobre - Shahnez Boushaki, ex cestista algerina
- 22 ottobre - Balamir Emren, attore turco
- 22 ottobre - Sabrina Esposito, lottatrice italiana
- 22 ottobre - Feng Xiaoting, ex calciatore cinese
- 22 ottobre - Hadise, cantante e conduttrice televisiva belga
- 22 ottobre - Shannon Lynn, calciatrice scozzese
- 22 ottobre - Kristýna Pastulová, pallavolista ceca
- 22 ottobre - Alina Alekseevna Somova, ballerina russa
- 22 ottobre - Manpei Takagi, attore giapponese
- 22 ottobre - Shinpei Takagi, attore giapponese
- 22 ottobre - Luca Vecchi, attore, regista e sceneggiatore italiano
- 22 ottobre - Deontay Wilder, pugile statunitense
- 23 ottobre - Mohammed Abdellaoue, ex calciatore norvegese
- 23 ottobre - Carlos Cedeño, cestista venezuelano
- 23 ottobre - Amadou Cissé, ex calciatore guineano
- 23 ottobre - Sabina Cojocar, ex ginnasta rumena
- 23 ottobre - Dušan Domović Bulut, ex cestista serbo
- 23 ottobre - Uli Emanuele, paracadutista e base jumper italiano († 2016)
- 23 ottobre - Marco Flores, ex calciatore argentino
- 23 ottobre - Lachy Gillespie, cantante australiano
- 23 ottobre - Marcus Hedbrandh, supermodello svedese
- 23 ottobre - Ryuzo Kitajima, cavaliere giapponese
- 23 ottobre - Loris Lombardo, percussionista e compositore italiano
- 23 ottobre - Péter Lóránt, ex cestista ungherese
- 23 ottobre - Masiela Lusha, attrice, produttrice cinematografica e poetessa statunitense
- 23 ottobre - Angelica Massera, attrice, comica e imitatrice italiana
- 23 ottobre - Miguel, musicista e cantautore statunitense
- 23 ottobre - Isaac Pupo, ex calciatore liberiano
- 23 ottobre - Marque Richardson, attore statunitense
- 23 ottobre - Jamie Williams, attore statunitense
- 24 ottobre - Angela Asare, modella ghanese
- 24 ottobre - Dimo Atanasov, allenatore di calcio e ex calciatore bulgaro
- 24 ottobre - Lionel Beauxis, rugbista a 15 francese
- 24 ottobre - Nilay Benli, pallavolista turca
- 24 ottobre - Marina Cava, ex cestista argentina
- 24 ottobre - Choe Yun-a, ex cestista e allenatrice di pallacanestro sudcoreana
- 24 ottobre - Robert Cornthwaite, ex calciatore australiano
- 24 ottobre - Thomas Matton, allenatore di calcio e ex calciatore belga
- 24 ottobre - Nguyễn Anh Đức, calciatore vietnamita
- 24 ottobre - Georgian Păun, calciatore rumeno
- 24 ottobre - Tim Pocock, attore australiano
- 24 ottobre - Wayne Rooney, allenatore di calcio e ex calciatore inglese
- 24 ottobre - Thais Souza Wiggers, modella e showgirl brasiliana
- 24 ottobre - Marco Venuto, cestista italiano
- 24 ottobre - Aljoša Vojnović, ex calciatore croato
- 24 ottobre - Giordan Watson, cestista statunitense
- 24 ottobre - Oscar Wendt, ex calciatore svedese
- 24 ottobre - Jordi Xumetra, calciatore spagnolo
- 24 ottobre - Andro Švrljuga, calciatore croato
- 25 ottobre - Andrew Basso, illusionista italiano
- 25 ottobre - David Denave, cestista francese
- 25 ottobre - Isah Eliakwu, ex calciatore nigeriano
- 25 ottobre - Laëtitia Eïdo, attrice francese
- 25 ottobre - Nicola Fontanive, preparatore atletico e ex hockeista su ghiaccio italiano
- 25 ottobre - Esteban Granados, ex calciatore costaricano
- 25 ottobre - Kara Lynn Joyce, ex nuotatrice statunitense
- 25 ottobre - Ruslan Kuang, ex calciatore bulgaro
- 25 ottobre - Tomislav Labudović, calciatore croato
- 25 ottobre - Michael Liendl, ex calciatore austriaco
- 25 ottobre - Naoki Maeda, giocatore di football americano giapponese
- 25 ottobre - Juan Manuel Martínez, calciatore argentino
- 25 ottobre - Arkadij Naiditsch, scacchista lettone
- 25 ottobre - Slade Norris, giocatore di football americano statunitense
- 25 ottobre - Ihor Oščypko, allenatore di calcio e ex calciatore ucraino
- 25 ottobre - Daniele Padelli, calciatore italiano
- 25 ottobre - Hrvoje Perić, ex cestista croato
- 25 ottobre - John Robinson, attore, modello e sceneggiatore statunitense
- 25 ottobre - Christopher Sean, attore statunitense
- 25 ottobre - Ayahi Takagaki, attrice, doppiatrice e cantante giapponese
- 25 ottobre - Vlad Topalov, cantante, ballerino e attore russo
- 25 ottobre - Danny Washington, ex giocatore di football americano tedesco
- 25 ottobre - Ciara, cantautrice, modella e attrice statunitense
- 26 ottobre - Andrea Bargnani, ex cestista italiano
- 26 ottobre - Colin Coates, calciatore nordirlandese
- 26 ottobre - Kafoumba Coulibaly, ex calciatore ivoriano
- 26 ottobre - Monta Ellis, ex cestista statunitense
- 26 ottobre - Jonathan Félisaz, ex combinatista nordico francese
- 26 ottobre - Labinot Haliti, allenatore di calcio e ex calciatore albanese
- 26 ottobre - Spencer Keli, calciatore samoano
- 26 ottobre - Aleksandr Kudrjavcev, ex tennista russo
- 26 ottobre - Damir Miranda, calciatore boliviano
- 26 ottobre - Juan Pablo Montes, calciatore honduregno
- 26 ottobre - Kieran Read, ex rugbista a 15 neozelandese
- 26 ottobre - Karl Söderström, calciatore svedese
- 26 ottobre - Soko, cantautrice, polistrumentista e attrice francese
- 26 ottobre - Jurgen Themen, velocista surinamese
- 26 ottobre - Asin Thottumkal, attrice indiana
- 27 ottobre - Stefano Bianco, pilota motociclistico italiano († 2020)
- 27 ottobre - Marlén Cepeda, ex cestista cubana
- 27 ottobre - Oktay Delibalta, ex calciatore turco
- 27 ottobre - Daniel Kolář, dirigente sportivo e ex calciatore ceco
- 27 ottobre - Tomáš Krbeček, calciatore ceco
- 27 ottobre - Nicola Mei, cestista italiano
- 27 ottobre - Wanheng Menayothin, pugile thailandese
- 27 ottobre - Mark Quigley, ex calciatore irlandese
- 27 ottobre - Gea Riva, doppiatrice italiana
- 27 ottobre - Timo Teniste, allenatore di calcio e ex calciatore estone
- 28 ottobre - Joaquim Abranches, calciatore indiano
- 28 ottobre - Troian Bellisario, attrice, regista e sceneggiatrice statunitense
- 28 ottobre - Lulu Brud, attrice e produttrice televisiva statunitense
- 28 ottobre - Steve Dagostino, ex cestista statunitense
- 28 ottobre - Rodrigue Dikaba, calciatore francese
- 28 ottobre - Jack Donnelly, attore britannico
- 28 ottobre - Early Doucet, giocatore di football americano statunitense
- 28 ottobre - Yuki Ebihara, giavellottista giapponese
- 28 ottobre - Anthony Fantano, youtuber statunitense
- 28 ottobre - Timothee Heijbrock, canottiere olandese
- 28 ottobre - Ásdís Hjálmsdóttir, giavellottista, discobola e pesista islandese
- 28 ottobre - Ante Mašić, cestista bosniaco
- 28 ottobre - Adrián Menéndez Maceiras, ex tennista spagnolo
- 28 ottobre - Haris Radetinac, calciatore bosniaco
- 28 ottobre - Leela Savasta, attrice e modella canadese
- 28 ottobre - Gaëtane Thiney, calciatrice francese
- 28 ottobre - Oleksandr Volovyk, ex calciatore ucraino
- 28 ottobre - Stanislav Volžencev, fondista russo
- 29 ottobre - Roger Berruezo, attore e cantante spagnolo
- 29 ottobre - Marius Burlacu, calciatore rumeno
- 29 ottobre - Cal Crutchlow, pilota motociclistico britannico
- 29 ottobre - Albert Español, pallanuotista spagnolo
- 29 ottobre - Serdar Gözübüyük, arbitro di calcio olandese
- 29 ottobre - Pineas Jacob, calciatore namibiano
- 29 ottobre - Janet Montgomery, attrice britannica
- 29 ottobre - Lacey Nymeyer, nuotatrice statunitense
- 29 ottobre - Jerome Ramatlhakwane, calciatore botswano
- 29 ottobre - Ximena Sariñana, cantante messicana
- 29 ottobre - Vijender Singh, pugile indiano
- 29 ottobre - Ol'ha Stefanišyna, politica ucraina
- 30 ottobre - Ramona Aricò, pallavolista italiana
- 30 ottobre - Irene Cordioli, calciatrice italiana
- 30 ottobre - Flaminia Festuccia, giornalista italiana
- 30 ottobre - Mario Forsythe, velocista giamaicano
- 30 ottobre - Anna Ghiretti, ex giocatrice di curling italiana
- 30 ottobre - Jón Jónsson, cantante e ex calciatore islandese
- 30 ottobre - Ragnar Klavan, ex calciatore estone
- 30 ottobre - Snežana Maleševič, calciatrice slovena
- 30 ottobre - Tomasz Nowak, calciatore polacco
- 30 ottobre - Anna Podolec, ex pallavolista polacca
- 30 ottobre - Emily Randall, politica statunitense
- 30 ottobre - Arnaud Séka, calciatore beninese
- 30 ottobre - Franz-Josef Vogt, ex calciatore liechtensteinese
- 31 ottobre - Davide Aiello, politico italiano
- 31 ottobre - Fanny Chmelar, ex sciatrice alpina tedesca
- 31 ottobre - Kerron Clement, ostacolista e velocista statunitense
- 31 ottobre - Serhij Derev"jančenko, pugile ucraino
- 31 ottobre - Đorđe Rakić, ex calciatore serbo
- 31 ottobre - Carla Thomas, ex cestista statunitense
- 31 ottobre - William Walker, dirigente sportivo e ex ciclista su strada australiano
- 31 ottobre - Jens Wemmer, ex calciatore tedesco